# 同人サークル
同人サークル（どうじんサークル）とは、同人によって結成されたサークル（組織・団体）のことを指す。同人組織（どうじんそしき）とも称す。
個人で活動している（構成員が1人だけ）同人サークルは、特に個人サークルとも呼ばれる。
俳句・川柳・和歌・短歌など、日本の古典詩サークルは結社と称することが多い。
本来は、文化的な創作活動をする人達が集まり、作品を公開したり意見を交換する会員制の『場』を指していた。コミックマーケットに代表される同人誌即売会が各地で開催され、その存在を一般に知られるようになったことにより、同人サークルは「同人誌即売会で作品を発表している各団体」という認識が広まった。
そのため、現在同人サークルとは概ね「（同人誌即売会などでの発表を前提に）同人誌や同人ゲームなどの同人作品を製作するために結成された団体」を指す言葉として認識されている。

## 組織形態
日本では結社の自由が保証されているので、同人サークルはその場で結成できるが、法的には、ごく一部の例外を除き任意団体である。

### 個人サークル
集合の理屈上では、要素が無い物や１つのグループも特に議論不要で例外なく定義できる。ただし、日常的には要素が無い物や要素が一つだけのグループはグループとは呼ばれないため以下の議論が発生する。
同人サークルの中には、個人サークルと呼ばれる「個人で創作活動を行っている同人サークル」が存在する。「個人の団体」とも訳せる、矛盾を含んだこの言葉は「作品を発表・出品する場合の参加はサークル単位で受け付ける」という、ほとんどの同人誌即売会が採用しているルールから生まれた。同人誌即売会で作品を発表しようとする際、たとえ自分一人で創作活動を行っている場合であっても、名目上「サークル」という団体を作っておく必要があるからである。
この「サークル単位の参加」というルールは、「同人誌は団体が発行する」ことが半ば常識であった同人誌即売会発祥当時（1970年代前半）の状況から成立した。当時、同人誌発行の主体は、そのほとんどが大学の漫画研究会を中心とした部活動系の団体や、特定の作品や漫画家・作家を対象としたファンサークル（ファンクラブ）などに限られており、それ以外の参加を考慮する必要はなかった。
個人で同人誌を発行する者がほとんど存在しなかった理由としては以下のようなものが挙げられる。
同人誌を発表・頒布する場所や機会がほとんどなかった
部活動系の団体やファンサークルについても、それぞれ大学祭・文化祭や会員への配布が発表の場の中心であり、それぞれ基本的には学内や会内部に限られるもので、かなり小規模なものであった。そもそもこれが「発表の場を増やしたい」という、同人誌即売会が発祥することになった大きな理由のひとつである。全くの個人として作品を発表するには画廊を借りて個展を開くといった限られた方法しか無かった。
印刷コストが高かった
2008年現在の同人誌印刷方法の主流である、オフセット印刷とPPC複写機によるコピーは、同人誌即売会発祥当時既に存在した。しかし、オフセット印刷は一般の印刷業者への依頼となるため、20ページ程度のモノクロ冊子を100冊印刷するのに数万円ないしそれ以上の費用が必要であった。PPC複写機は一般に普及し始めた頃であり、当初の書店や文房具店での1枚のコピー料金は100円近いものであった。また、当時の比較的安価な印刷方法として知られている青焼（湿式コピー）や謄写版（ガリ版）についても、「所属する団体（学校など）がそれらの印刷設備・装置を備えていれば安価に使用できる」というのが実態であり、個人が導入するにはかなりの金額が必要であった。（各項目や同人誌の記事も参照）
しかし、同人誌即売会の発祥とその後の増加によって発表の場が増えたことと、1枚10円程度のPPC複写サービスや同人誌向けの比較的安価なオフセット印刷を請け負う業者が登場したことで、「団体でなくても同人誌を発行・頒布できる（しやすい）」状況となった。また、個人による同人誌発行には、「内容の方向性や原稿のしめきりなどについて他のメンバーと足並みを揃える」といった集団での活動においてしばしば存在する煩わしさがないこともあり、個人で活動する者は増えていった。

## 活動形態
同人誌の内容は小説・詩・短歌・俳句・写真・漫画・アニメ・ゲーム・芸能・評論・思想など多岐にわたる。さらに、創作についてはオリジナルと二次創作に大きく分けられる。また、漫画や小説などにおいては、アダルト要素のある作品については「男性向け」「女性向け」に大きく分けられ、アダルト要素のない「一般向け」とは区別される。
製作された創作物は、コミックマーケットなどの同人誌即売会で頒布されたり、同人ショップへの委託によって頒布されることが多い。ただし、これらのルートを使うのは漫画・アニメ・ゲームなどの同人誌が中心で、特に同人ショップで取り扱うのはそれらにほぼ限定されている。それ以外の同人誌は、同人の間で個人的に連絡を取って入手するか、『文學界』（2008年11月号を最後に打ち切り、『三田文学』が引継ぎ）、『週刊読書人』などの文芸雑誌・新聞で紹介されているのを見つけて、直接問い合わせて入手することになる（まれに地元の同人誌などを扱っている書店もある。）。俳句・和歌などの「結社」は、そもそも不特定多数への頒布を想定しておらず、同人以外への頒布を行わないケースも多い。この場合、同人誌の購入は「結社」への加入が前提となる（逆に、漫画・アニメ・ゲームなどのサークルが同様の頒布形態を取る場合は「会員制サークル」と呼んで区別する。）。
なお、政治団体などにも、出発点が同人サークルであった団体は存在し、同人サークルとして政治活動を行う団体も存在しうる。しかし、政治団体や宗教団体などが無害さを装うため、同人サークルや学生サークルを隠れ蓑に正体を隠していることもある。そのようなサークルは偽装サークルと呼ばれる。これに対し、単に実態のないサークル（主に同人誌即売会のサークル入場証を得る目的で用いられる）はダミーサークルと呼ばれることが多い。

## 備考
人生哲学と神秘主義の団体である薔薇十字会は、古代エジプト以来の歴史を持つ世界最古の同人組織と称している。